# Valantia columella
Valantia columella är en måreväxtart som först beskrevs av Christian Gottfried Ehrenberg och Pierre Edmond Boissier, och fick sitt nu gällande namn av Antonio Baldacci. Valantia columella ingår i släktet Valantia och familjen måreväxter. Inga underarter finns listade i Catalogue of Life.